# Gerhard Schäffer
Gerhard Schäffer (* 26. September 1942 in Vrbas, Vojvodina, Königreich Jugoslawien) ist ein ehemaliger österreichischer Politiker (ÖVP) und Landesschulratspräsident, Abgeordneter zum österreichischen Nationalrat und Staatssekretär.

## Lebenslauf
Schäffer besuchte nach der Volksschule das Bundesrealgymnasium und schloss dieses 1962 mit der Matura ab. Danach studierte er Geisteswissenschaften an der Universität Graz und schloss sein Studium 1966 mit dem akademischen Grad Mag. phil. ab. 
Schäffer war Lehrer an verschiedenen Gymnasien des Landes Salzburg und wurde 1969 zum provisorischen Professor ernannt. Er war ab 1972 zudem Mitglied der Prüfungskommission für das Lehramt an Hauptschulen, hatte zwischen 1974 einen Lehrauftrag für Methodik am Institut für Sportwissenschaften an der Universität Salzburg inne und war von 1976 bis 1979 Direktor des Bundes-Oberstufenrealgymnasiums Salzburg in der Akademiestraße. Zwischen 1979 und 1994 wirkte er als Amtsführender Präsident des Landesschulrates für Salzburg, wobei er diese Funktion 1996 erneut übernahm. Schäffer wurde 1970 der Berufstitel Professor verliehen.
Schäffer war Mitglied des Kuratoriums der Pädagogischen Akademie Salzburg und vertrat die ÖVP zwischen dem 31. März 1982 und dem 4. November 1990 im Nationalrat. Er war zudem vom 29. November 1994 bis zum 12. März 1996 Staatssekretär im Bundeskanzleramt für Sport.